# Johann Balmer
Johann Jakob Balmer (Lausen, 1 de maig de 1825 - Basilea, 12 de març de 1898), va ser un físic i matemàtic suís.
Va estudiar a la universitat de Berlín i es va doctorar a la universitat de Basilea en 1849. El 1885, Ångström va identificar quatre ratlles en l'espectre visible de l'hidrogen, situades a longituds d'ona de 656,3 nm, 486,1 nm, 434,0 nm i 410,2 nm. Balmer estableix empíricament que aquestes quatre longituds d'ona {\displaystyle \lambda } (que constitueixen la sèrie de Balmer) es podien expressar per una fórmula, anomenada fórmula de Balmer:
{\displaystyle {\frac {1}{\lambda }}=G{\frac {n^{2}-4}{n^{2}}}=R_{H}\left({\frac {1}{4}}-{\frac {1}{n^{2}}}\right)}, (1),
en què n és un enter estrictament superior a 2 i RH ≡ 4G = 109677,6 cm−1 (constant de Rydberg). Aquesta fórmula va ser llavors generalitzada per Ritz i va ser verificada experimentalment pel descobriment de noves ratlles previstes per la fórmula de Rydberg-Ritz:
{\displaystyle {\frac {1}{\lambda }}=R_{H}\left({\frac {1}{p^{2}}}-{\frac {1}{n^{2}}}\right)}, (2),
en què p és un enter (índex de la sèrie) i n>p (índex de la ratlla).
Es diu també que tot nombre d'ona {\displaystyle \sigma ={\frac {1}{\lambda }}} d'una ratlla de l'espectre de l'àtom d'hidrogen es posa sota la forma d'una diferència de dos termes espectrals {\displaystyle T_{k}\equiv {\frac {R_{H}}{k^{2}}}}, ja que es pot reescriure (2) sota la forma {\displaystyle \sigma =T_{p}-T_{n}\,} (principi de combinació de Ritz).
La sèrie de Balmer correspon a n= 2. Altres sèries han estat posades en evidència: sèrie de Lyman el 1916 (n = 1), Paschen el 1908 (n= 3), Brackett (n = 4), Pfund (n= 5).
S'obté de fórmules equivalents per als ions anomenats hidrogenoides, és a dir, en un sol electró, com He+, amb un valor diferent de la constant de Rydberg. 
És igualment en certa manera per a l'espectre dels alcalins (que tenen un sol electró a la capa externa), a condició de modificar el segon terme en {\displaystyle T_{k}\equiv {\frac {R_{H}}{(k+p)^{2}}}} amb p<1(correcció de Rydberg).
La posada en evidència empírica de regularitats en els espectres de ratlla d'emissió (o d'absorció) dels àtoms va ser un gran descobriment, el començament d'un nou enfocament de l'espectroscòpia, però sobretot una de les primícies de la física quàntica.

## Biografia
Balmer va néixer a Lausen, Suïssa, fill d'un jutge en cap també anomenat Johann Jakob Balmer. La seva mare era Elizabeth Rolle Balmer, i ell era el fill gran. Durant els seus estudis va destacar en matemàtiques, i per això va decidir centrar-se en aquest camp quan va anar a la universitat.
Va estudiar a la Universitat de Karlsruhe i a la Universitat de Berlín, després va completar el seu doctorat a la Universitat de Basilea el 1849 amb una tesi sobre la cicloide. Després, Johann va passar tota la seva vida a Basilea, on va ensenyar en una escola per a noies. També va donar classes a la Universitat de Basilea. El 1868 es va casar amb Christine Pauline Rinck als 43 anys. La parella va tenir sis fills.
Tot i ser un matemàtic, Balmer és recordat sobretot pel seu treball sobre sèries espectrals. La seva principal contribució (realitzada als seixanta anys, el 1885) va ser una fórmula empírica per a les línies espectrals visibles de l'àtom d'hidrogen, l'estudi de la qual va reprendre a proposta d’Eduard Hagenbach també de Basilea. Utilitzant les mesures d'Ångström de les línies d'hidrogen, va arribar a una fórmula per calcular la longitud d'ona de la següent manera:
{\displaystyle \lambda \ =h\,{\frac {m^{2}}{m^{2}-n^{2}}}}
per a n = 2 i m = 3, 4, 5, 6, i així successivament; h = 3,6456 • 10 −7 m = 364,56 nm.
En la seva nota de 1885, es va referir a h com el «nombre fonamental d'hidrogen». Avui, h es coneix com la constant de Balmer. Balmer va utilitzar la seva fórmula per predir la longitud d'ona per a m = 7:
{\displaystyle \lambda \ =(364.56\,{\rm {nm}})\cdot \,{\frac {7^{2}}{\,7^{2}-2^{2}\,}}\simeq 397.0\,{\rm {nm}}}
Hagenbach va informar Balmer que Ångström havia observat una línia amb una longitud d'ona 397 nm. Aquesta part de l'espectre d'emissió d'hidrogen, de les transicions en els nivells d'energia electrònica amb m ≥ 3 a n = 2, es va conèixer com la sèrie.
Les línies de Balmer fan referència a les línies d'emissió que es produeixen dins de la regió visible de l'espectre d'emissió d'hidrogen a 410,29. nm, 434,17 nm, 486,27 nm i 656,47 nm. Aquestes línies són causades per electrons en estat excitat que emeten un fotó i tornen al primer estat excitat de l'àtom d'hidrogen (n = 2).
Dos dels col·legues de Balmer, Hermann Wilhelm Vogel i William Huggins, van poder confirmar l'existència d'altres línies de la sèrie de Balmer en l'espectre de l'hidrogen en les estrelles blanques.
Més tard es va trobar que la fórmula de Balmer era un cas especial de la fórmula de Rydberg, ideada per Johannes Rydberg el 1888:
{\displaystyle {\frac {1}{\lambda }}\ ={\frac {4}{h}}\left({\frac {1}{m^{2}}}-{\frac {1}{n^{2}}}\right)=R_{H}\left({\frac {1}{m^{2}}}-{\frac {1}{n^{2}}}\right)}
amb {\displaystyle R_{H}} sent la constant de Rydberg per a l'hidrogen, {\displaystyle m=2} per a la fórmula de Balmer, i {\displaystyle n>m}.
Una explicació completa de per què aquestes fórmules funcionaven, però, va haver d'esperar fins després de la mort de Balmer amb la presentació del Model atòmic de Bohr de Niels Bohr el 1913.
Johann Balmer va morir a Basilea als 72 anys.

## Fórmula de Balmer

### Descobriment de la fórmula de Balmer
El 1862, el físic suec Anders Jonas Ångström va identificar quatre línies de l'àtom d'hidrogen entre les línies de Fraunhofer de l'espectre solar. El 1868 havia publicat mesures molt precises de les seves longituds d'ona amb una unitat igual a 10−10 m que els espectroscopistes i astrònoms van anomenar més tard Ångström i van assenyalar Å:
| Raigs de Fraunhofer | Línies d'hidrogen        | Longituds d'ona (Å) |
| ------------------- | ------------------------ | ------------------- |
| C                   | {\displaystyle H\alpha } | 6562.10             |
| F                   | {\displaystyle H\beta }  | 4860,74             |
| f                   | {\displaystyle H\gamma } | 4340.10             |
| h                   | {\displaystyle H\delta } | 4101.20             |

Molts físics havien intentat, en va, trobar una expressió matemàtica que relacionés aquestes quatre longituds d'ona. A principis de la dècada de 1880, Eduard Hagenbach-Bischoff, professor de matemàtiques a la Universitat de Basilea, coneixent la passió de Balmer pels nombres, li va suggerir que estudiés el problema. Balmer va notar que aquests nombres formen una seqüència que convergeix a {\displaystyle 3645,6}Å. En dividir la longitud d'ona de cadascuna de les línies pel valor límit, va obtenir una nova sèrie de coeficients que es podien expressar en forma fraccionada: 9/5, 4/3, aproximadament 8/7 i 9/8. Per a un matemàtic acostumat a manejar nombres enters, era fàcil escriure:
Per tant, semblava que les longituds d'ona de les quatre línies visibles de l'hidrogen es podrien calcular mitjançant una fórmula simple, anomenada fórmula de Balmer:
Per fer una notació moderna, el terme {\displaystyle H} és a dir, longitud d'ona de la línia d'hidrogen corresponent al coeficient {\displaystyle m} es substitueix per {\displaystyle \lambda _{m}} i el terme {\displaystyle h}, anomenada constant de Balmer, es substitueix per {\displaystyle B} per evitar confondre-la amb la constant de Planck. La fórmula de Balmer es converteix en:
Els valors de longitud d'ona donats per la fórmula difereixen dels valors mesurats per Ångström només per una diferència inferior a 1/40.000. Confiat de l'exactitud de la seva fórmula, Balmer va assenyalar que aquestes diferències molt petites eren «un magnífic testimoni de la gran consciència i cura amb què Ångstrom devia realitzar les seves operacions de mesura».
La sèrie de quatre línies d'hidrogen identificades per Ångström constitueix el que ara s'anomena sèrie de Balmer. Cal destacar que Balmer va publicar el seu primer article científic l'any 1885, als 61 anys, i que aquest article va ser suficient per transformar-lo en un físic famós encara que, fins aleshores, mai havia manifestat cap interès per aquesta disciplina. El seu segon i últim article sobre física matemàtica, també dedicat a l'estudi dels espectres de línies, va ser publicat el 1897.
En el seu article de 1885, Balmer va anticipar tres desenvolupaments:
- Caldria ser capaç de trobar una línia d'hidrogen {\displaystyle m=7}. Hagenbach-Bischoff li va informar que Ångström havia trobat una línia a la longitud d'ona de 3.970 Å que corresponia a {\displaystyle \lambda _{7}}. D'altra banda, el fotògraf espectroscopista Hermann Wilhelm Vogel i l'astrònom William Huggins van poder confirmar l'existència d'altres línies de la sèrie Balmer, per {\displaystyle m=8}, {\displaystyle m=9}, fins que {\displaystyle m=15} en l'espectre d'hidrogen de les estrelles blanques.
- Hi ha d'haver una sèrie de línies per a n= 1, 3, 4, 5..., que l'experiència ha confirmat sempre que es modifiqui la fórmula.
- «La fórmula bàsica només és vàlida per a l'element químic hidrogen, o també explica les línies espectrals d'altres elements escollint un nombre base [la constant B] específic d'aquestes substàncies?»

### Posteritat de la fórmula de Balmer

#### Generalització de la fórmula de Balmer
La fórmula de Balmer i la constant de Balmer només són vàlides per a {\displaystyle n=2}. Seguint el treball del físic suec Johannes Rydberg (1888) i el físic suís Walther Ritz (1903), la fórmula de Balmer es podria generalitzar per a tot {\displaystyle n} sencer:
Si dividim el numerador i el denominador de la fórmula generalitzada de Balmer per {\displaystyle m^{2}}:
Ho veiem quan {\displaystyle m\Rightarrow \infty }, {\displaystyle \lambda _{\infty ,n}\Rightarrow {\frac {B\times n^{2}}{4}}}
És el valor límit cap al qual es defineixen les longituds d'ona de les successives línies de la sèrie {\displaystyle n} quan {\displaystyle m} creix.
Les altres sèries previstes s'han demostrat experimentalment:
- el 1908, la sèrie Paschen (n = 3)
- el 1916, la sèrie Lyman (n = 1)
- el 1922, la sèrie Brackett (n = 4)
- el 1924, la sèrie Pfund (n = 5).

#### Constant de Rydberg
Rydberg també s'havia compromès, al mateix temps que Balmer, a buscar una equació que expliqués la distribució de línies i sèries espectrals dels elements. En lloc de considerar les longituds d'ona, va tenir en compte les seves inverses. Treballant amb els espectres coneguts d'uns vint metalls, va arribar a la següent equació:
en el qual {\displaystyle \sigma } és la freqüència espacial de la línia, {\displaystyle \sigma _{0}} I {\displaystyle \mu } són constants específiques de cada sèrie, {\displaystyle m} és un nombre enter, el número d'ordre de la línia i {\displaystyle R} una constant universal, vàlida per a totes les sèries i tots els elements. La freqüència espacial està relacionada amb el nombre d'ona {\displaystyle k} per la fórmula
Va ser llavors quan Rydberg va tenir coneixement, el 1886, de l'obra de Balmer. Va tornar a expressar la fórmula de Balmer en termes de freqüència espacial:
Va deduir que, per a l'hidrogen, l'element més simple, els paràmetres de la seva equació prenen els valors: {\displaystyle \sigma _{0}={\frac {1}{B}}} I {\displaystyle \mu =0}
i que la constant universal, que Ritz va anomenar constant de Rydberg, {\displaystyle R={\frac {4}{B}}}, era igual a {\displaystyle 1{,}097\,373\dots \times 10^{-3}\;A^{-1}} o a {\displaystyle 1{,}097\,373\dots \times 10^{7}\;{\rm {m^{-1}}}}.

#### Fórmula Rydberg-Ritz
Rydberg no s'havia interessat en l'espectre de l'hidrogen perquè només tenia una sèrie coneguda, la sèrie Balmer, i tot el seu treball es basava a comparar les sèries. Walter Ritz va iniciar els estudis de Balmer i Rydberg en la seva tesi doctoral el 1903. En particular, va tornar a expressar l'equació general de Balmer en forma de freqüència espacial, una equació coneguda avui com la fórmula de Rydberg o Rydberg-Ritz:
On {\displaystyle n} és un nombre enter (índex de la sèrie) i {\displaystyle m>n} és un nombre enter (índex de línia).
Walther Ritz va assenyalar que qualsevol freqüència espacial {\displaystyle \sigma ={\frac {1}{\lambda }}} d'una línia en l'espectre de l'àtom d'hidrogen es posa en forma de diferència de dos termes espectrals {\displaystyle T_{k}\equiv {\frac {R_{H}}{k^{2}}}}, ja que podem reescriure (2) en la forma {\displaystyle \sigma _{m,n}=T_{n}-T_{m}\,} (Principi de combinació de Ritz).
S'obtenen fórmules semblants per als anomenats ions hidrogenoides, és a dir amb un sol electró, com He +, amb un valor diferent de la constant de Rydberg.
Passa el mateix fins a cert punt per a l'espectre dels metalls alcalins (que tenen un sol electró a la seva capa exterior), sempre que el segon terme es modifiqui a {\displaystyle T_{k}\equiv {\frac {R_{H}}{(k+\mu )^{2}}}} amb {\displaystyle \mu <1} (correcció de Rydberg).
La demostració empírica de regularitats en els espectres de línies d'emissió (o d'absorció) dels àtoms va ser un gran descobriment, l'inici d'una nova aproximació a l'espectroscòpia, però sobretot va permetre a Niels Bohr desenvolupar el seu model de l'àtom d'hidrogen, un dels inicis de la física quàntica.

## Honors
- La fórmula de Balmer i la constant h de Balmer reben el seu nom, així com les línies Balmer i la sèrie Balmer.
- El salt de Balmer és útil en astronomia per a la classificació estel·lar.
- El cràter Balmer a la Lluna porta el seu nom.
- El planeta menor 12755 Balmer porta el seu nom.[11]